# Pillangószerűek
A pillangószerűek avagy pillangó-formájúak (Papilionoidea) a rovarok (Insecta) osztályában a valódi lepkék (Glossata) alrendjének egyik öregcsaládja.

## Megjelenésük, felépítésük
Testük erőteljes, a szárnyuk tarka. Két pár szárnyukat nem köti össze kapcsolókészülék. Rövid csápjuk orsószerűen bunkós.
Második szárnyuk hátsó szegélye homorúan ívelt, a végén faroknyúlvánnyal. Mindhárom pár lábuk fejlett. Csupasz hernyóik fejénél a kitolható villaszerű függelék (osmatherium) az ellenség megzavarását szolgálja; ebből veszély esetén riasztó váladékot bocsátanak ki.

## Életmódjuk, élőhelyük
A nagy területen elterjedt fajok egy évben repülő nemzedékeinek száma az éghajlattól függ: trópusi és meleg mérsékelt éghajlaton több, a sarkokhoz közeledve fokozatosan egyre kevesebb. A mérsékelt égövben (és onnan a sarkvidékhez közeledve) a táplálékhiányos téli időszakot nyugalmi állapotban, anyagcseréjüket minimálisra csökkentve vészelik át, fejlődésük fajonként változó állapotában.
- Egyes fajok imágója (tehát a kifejlett lepke) telel át. Ilyen például:
- kis rókalepke (Aglais urticae),
- nappali pávaszem (Inachis io)
- c-betűs lepke (Polygonia c-album').

Más fajok báb állapotban telelnek, mint például:
- a káposztalepke (Pieris brassicae),
- a fecskefarkú lepke (Papilio machaon),
- a kardoslepke (Iphiclides podalirius).

Hernyó állapotban telel át például:
- közönséges tarkalepke (Melitaea athalia) — társas szövedékben,
- mocsári tarkalepke (Euphydryas aurinia) — társas szövedékben,
- csíkos boglárka (Polyommatus damon).

Pete állapotban telel át például:
- északi boglárka (Plebejus idas)

Az úgynevezett vándorlepkék télen nem vonulnak nyugalomba, hanem melegebb éghajlatra vándorolnak. Ilyen például az atalantalepke (Vanessa atalanta) és a bogáncslepke (Vanessa cardui).
A legtöbb faj bábja erre a célra kibocsátott fonállal rögzíti magát valamilyen felülethez. Egyes fajok bábjai hasoldalukkal tapadnak ehhez a felülethez úgy, hogy a fejük fölfelé áll. Ilyenek például:
- a káposztalepke (Pieris brassicae),
- a fecskefarkú lepke (Papilio machaon),
- a kardoslepke (Iphiclides podalirius).

Más fajok bábjai testük hátsó végét rögzítik úgy, hogy a fejük szabadon lecsüng. Ilyen, úgynevezett zuhanóbábja van például:
- a kis rókalepkének (Aglais urticae),
- a nappali pávaszemnek (Inachis io)
- az Atalanta-lepkének (Vanessa atalanta).

Amint ebből az összesítésből is kiviláglik, sok hernyó valamiféle szövedékben bábozódik (egyesek magányosan, más fajok hernyói kisebb-nagyobb csoportokban). 
Egyes bábok színe megegyezik lárvakori környezetük színével. Ilyen faj például:
- a káposztalepke (Pieris brassicae),
- a japán fecskefarkú lepke (Papilio xuthus).[4]

Imágóik nappal aktívak.

## Rendszertani felosztásuk

A pillangószerűek leszármazási rendje a „Tree of Life project” szerint

Rendszertanuk még nem egyértelműen tisztázott; a Tree of Life project leszármazási rendje például eltér az általunk ismertetett felosztástól.
Az öregcsaládot két sorozatra tagoljuk összesen hat családdal:
- Busalepke-alakúak (Hesperiiformes) sorozata
  - Busalepkefélék családja (Hesperiidae)
- Pillangóalakúak (Papilioniformes) sorozata
  - boglárkalepkefélék családja (Lycaenidae)
  - tarkalepkefélék családja (Nymphalidae)
  - pillangófélék családja (Papilionidae)
  - fehérlepkék családja (Pieridae)
  - mozaiklepkék családja (Riodinidae)